# Houmous zitouni

Le houmous zitouni est une entrée algérienne à base de purée de pois chiches, d'huile d'olive, de citron, de miel d'acacia, d'ail et de menthe.

## Origine et étymologie
Son origine provient d'Adrar. Quant à son nom, il provient de l'arabe algérien signifiant « pois chiches aux olives ».